# Jens-Uwe Günther
Jens-Uwe Günther (* 18. April 1937 in Magdeburg) ist ein deutscher Komponist und Dirigent.

## Leben
Jens-Uwe Günther studierte von 1959 bis 1964 Komposition, Klavier und Dirigieren an der Hochschule für Musik Leipzig. Zunächst wirkte er als Komponist und Kapellmeister an den Städtischen Bühnen Erfurt und am Deutschen Nationaltheater Weimar. Danach arbeitete er als freischaffender Komponist. Von 1987 bis 1993 war Günther als musikalischer Leiter am Staatsschauspiel Dresden tätig, bevor er in gleicher Position bis 2002 am Schauspiel Leipzig wirkte.  An der Theaterhochschule „Hans Otto“ Leipzig hatte er von 1985 bis 1991 eine Dozentur für Musikerziehung inne.  Von 1992 bis 2006 folgte dann ein Lehrauftrag für Dramatischen Unterricht an der Hochschule für Musik und Theater Leipzig.
Jens-Uwe Günther schuf mehr als 300 Theatermusiken an Theatern in ganz Deutschland. Dabei arbeitete er mit führenden deutschen Regisseuren wie Harry Buckwitz, Fritz Bennewitz, Horst Ruprecht, Wolfgang Engel, Konstanze Lauterbach und Leander Haußmann zusammen. Er vertonte in seinem Schaffen unzählige Gedichte deutscher und ausländischer Dichter wie Heinz Czechowski, Peter Hacks, Heinz Kahlau, Eva Strittmatter. Gedichte von Gisela Steineckert vertonte er unter dem Titel „Miniaturen über die Liebe“.

## Bühnenwerke (Auswahl)
- Villon kommt über Paris (Musical) 1971
- Macette (Kammeroper) 1979
- Dona Juanita (Oper) 1981
- Der erklärte Weiberfeind (Kammeroper) 1981
- Sonnen am Horizont (Ballett) 1983
- Der Widerspenstigen Zähmung (Ballett) 1987
- Alle Jahreszeit ist Leben (Chorsinfonie) 1987
- Der Cid (Kammeroper) 1999

## Filmmusiken (Auswahl)
- 1976: Daniel Druskat (TV-Serie, DDR, 5 Folgen)
- 1979: Polizeiruf 110: Am Abgrund
- 1982: Das Graupenschloss (TV-Film, DDR)
- 1984: O Buchenwald

## Auszeichnungen
- 1979: Kunst- und Literaturpreis der Stadt Weimar
- 1981: Ehrennadel des Verbandes der Komponisten und Musikwissenschaftler